# Raphia africana
Raphia africana là loài thực vật có hoa thuộc họ Arecaceae. Loài này được Otedoh miêu tả khoa học đầu tiên năm 1982.